# Isola dei Conigli
Die Isola dei Conigli ist ein Eiland der Pelagischen Inseln wenige Meter vor der Südwestküste Lampedusas zwischen  Sizilien und der Küste Tunesiens. Sie gehört zur Gemeinde Lampedusa e Linosa.
Die Isola dei Conigli misst 4,4 Hektar und ist in manchen Jahren (zuletzt 2001) mit Lampedusa durch einen flüchtigen sandigen Isthmus von 30 Metern Länge verbunden.
Zu allen anderen Zeiten ist die Insel zu Fuß zu erreichen bei einer Wassertiefe zwischen 30 cm und 1,50 m.

## Name
Auf alten englischen Karten hieß die Insel „Rabit Island“.  Dies könnte zu coniglio = Kaninchen geführt haben. Möglich ist auch eine Erklärung aus dem Arabischen, in dem „rabit“ so viel wie „Verbindung“ heißt, unter Bezug auf den zuweilen bestehenden Isthmus nach Lampedusa.
Eine Kaninchen-Kolonie wäre durch die Sandbrücke denkbar, genauso wie ihr Verschwinden durch eine länger fehlende Verbindung.

## Inselgestalt
Die Isola dei Conigli ist niedrig und felsig, ihr höchster Punkt liegt bei 26 Metern. Flora und Fauna sind ähnlich denen der nordafrikanischen Küste. Die Karettschildkröte kommt hierher zur Eiablage. Darüber hinaus ist die Insel ein wichtiger Rastplatz für Zugvögel, vorwiegend im April und September.
Die Insel steht unter Naturschutz, sie gehört zur Riserva naturale orientata Isola di Lampedusa.